# Chittoor
Chittoor es una ciudad del distrito de Chittoor en el estado de Andhra Pradesh, en la India.
La ciudad está estratégicamente ubicada en el cruce de Bangalore - Chennai a través de las carretera nacional N.º 4 y la carretera nacional N.º 18, se encuentra a orillas del río Ponnai en la parte más meridional de Andhra Pradesh.

## Economía
Chittoor concentra las actividades agrícolas del distrito, se destaca el mercado del mango, cereales, caña de azúcar y maní, leche y aves de corral. También las industrias locales incluyen la producción de semillas oleaginosas, el arroz molido y el chocolate.